# Conopophila rufogularis
Conopophila rufogularis là một loài chim trong họ Meliphagidae.